# Daumesdick

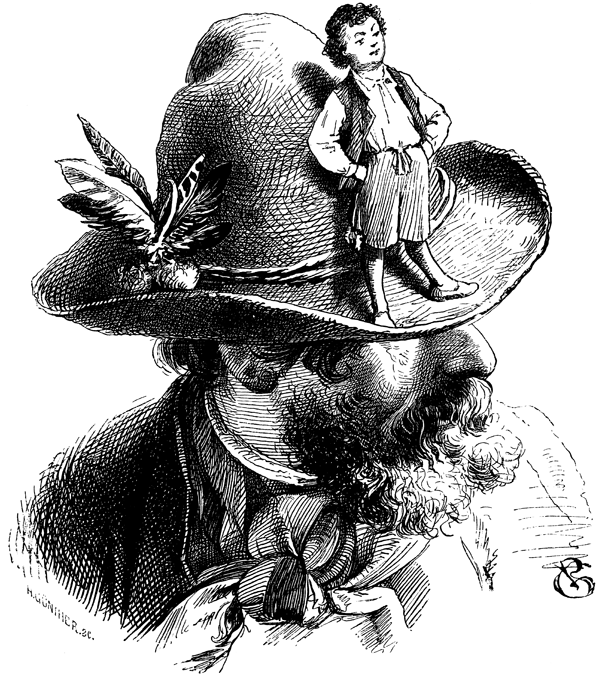
Daumesdick (Illustration von Philipp Grotjohann)

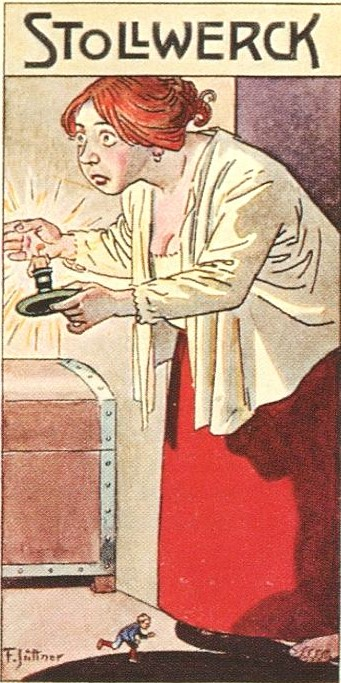
Franz Albert Jüttner: Daumesdick schreit das Haus wach. Stollwerck Sammelbild 1906

Daumesdick ist ein Märchen (ATU 700). Es steht in den Kinder- und Hausmärchen der Brüder Grimm ab der Zweitauflage von 1819 an Stelle 37 (KHM 37).

## Inhalt
Ein Ehepaar wünscht sich sehnlichst ein Kind, und sei es auch nur so klein wie ein Daumen. Die Frau wird krank und nach sieben Monaten bekommt sie einen daumengroßen, aber gescheiten Sohn. Einmal fährt er dem Vater zum Holzfällen den Wagen nach, indem er im Ohr des Pferdes sitzt und kommandiert. Das sehen zwei Männer und bieten dem Vater Gold für den Knirps. Der beruhigt seinen Vater, er werde schon wiederkommen, und reist auf dem Hut des einen mit. Unter dem Vorwand, austreten zu müssen, lässt er sich abends am Acker absetzen und verschwindet in einem Mauseloch. Den nächsten zwei Dieben bietet er an, ihnen Geld zwischen den Gitterstäben eines Hauses hinauszureichen. Dort verjagt er sie aber durch seine laute Stimme. Morgens landet er mit dem Stroh, in dem er schläft, im Magen der Kuh. Aus Platzangst ruft er heraus, er wolle nichts mehr zu fressen. Der Pfarrer wähnt den Teufel, lässt sie schlachten und den Magen auf den Mist werfen, wo ihn ein Wolf verschlingt. Daumesdick dirigiert ihn zum Hühnerstall seines Vaters, der den Wolf erschlägt und ihn befreit.

## Herkunft
Daumesdick steht in Grimms Märchen ab der Zweitauflage als Nr. 37, laut Brüder Grimm Aus Mülheim am Rhein. Sie verweisen ansonsten auf die Anmerkung zu KHM 45 Daumerlings Wanderschaft und nennen noch fremdsprachige Varianten: Vogl Nr. 6; Wolfs Zeitschrift für deutsche Mythologie 1, 48; Hahn 2, 168–169.
Zum Däumling vergleiche auch KHM 90 Der junge Riese, zum missgebildeten Wunschkind KHM 108 Hans mein Igel und KHM 144 Das Eselein. Siehe auch Der kleine Däumling.
Das Verkaufen des Tricksters durch den Vater erinnert an Zaubererwettkampf-Helden (KHM 68), die Besiegung des Wolfes von innen an das Nachtmeerfahrtmotiv (KHM 29). Auch Vishnu überlistet als Knirps Dämonen. In Homers Hymnus raubt Hermes am Tag seiner Geburt Apollons Rinder und dringt durchs Schlüsselloch ein. Der Däumling hat phallische Züge. Er entsteht mitunter durch besondere Bemühung der Eltern (vgl. KHM 108), wie ein Homunculus.

## Rezeption
Hans Christian Andersen veröffentlichte 1835 seine weibliche Version Däumelinchen. Günter Grass lässt in seinem Roman Die Blechtrommel den kleinwüchsigen Oscar eine Aufführung des Däumling besuchen (Kapitel Die Tribüne).